# Zuversicht
Zuversicht ist laut Duden ein „festes Vertrauen auf eine positive Entwicklung in der Zukunft, auf die Erfüllung bestimmter Wünsche und Hoffnungen“.
Als positive Grundhaltung ist Zuversicht verwandt mit dem Optimismus.

## Audio
- Feature: Ein Experiment, um mir selbst Mut zu machen - Über die Zuversicht in dunklen Zeiten, 54.32 Minuten Audio-Version, von Janko Hanushevsky, Deutschlandfunk 8. August 2025